# Tour du Limousin 1988
La 21e édition du Tour du Limousin s'est déroulée du 19 au 21 août 1988, et a vu s'imposer le Français Jean-Marc Manfrin.

## Classements des étapes
| Étape      | Date    | Villes étapes                       | Vainqueur d'étape | Équipe | Leader du classement général | Équipe |
| 1re étape  | 19 août | Tulle - Tulle                       | Joey McLoughlin   | Z      | Joey McLoughlin              | Z      |
| 2e étape a | 20 août | Chaumeil - Magrangeas               | Christian Chaubet | Kas    | Joey McLoughlin              | Z      |
| 2e étape b | 20 août | Magrangeas - Saint-Yrieix-la-Perche | Sean Kelly        | Kas    | Joey McLoughlin              | Z      |
| 3e étape   | 21 août | Saint-Yrieix-la-Perche - Limoges    | Sean Kelly        | Kas    | Jean-Marc Manfrin            | Kas    |

## Classement final
| 1.  | Jean-Marc Manfrin       | Kas     |
| 2.  | Joey McLoughlin         | Z       |
| 3.  | Johnny Weltz            | Fagor   |
| 4.  | Dominique Arnould       | Toshiba |
| 5.  | Atle Kvålsvoll          | Z       |
| 6.  | Gilbert Duclos-Lassalle | Z       |
| 7.  | Paul Haghedooren        | Sigma   |
| 8.  | Franck Pineau           | RMO     |
| 9.  | Stephen Hodge           | Kas     |
| 10. | Sean Kelly              | Kas     |